# Freidora de aire

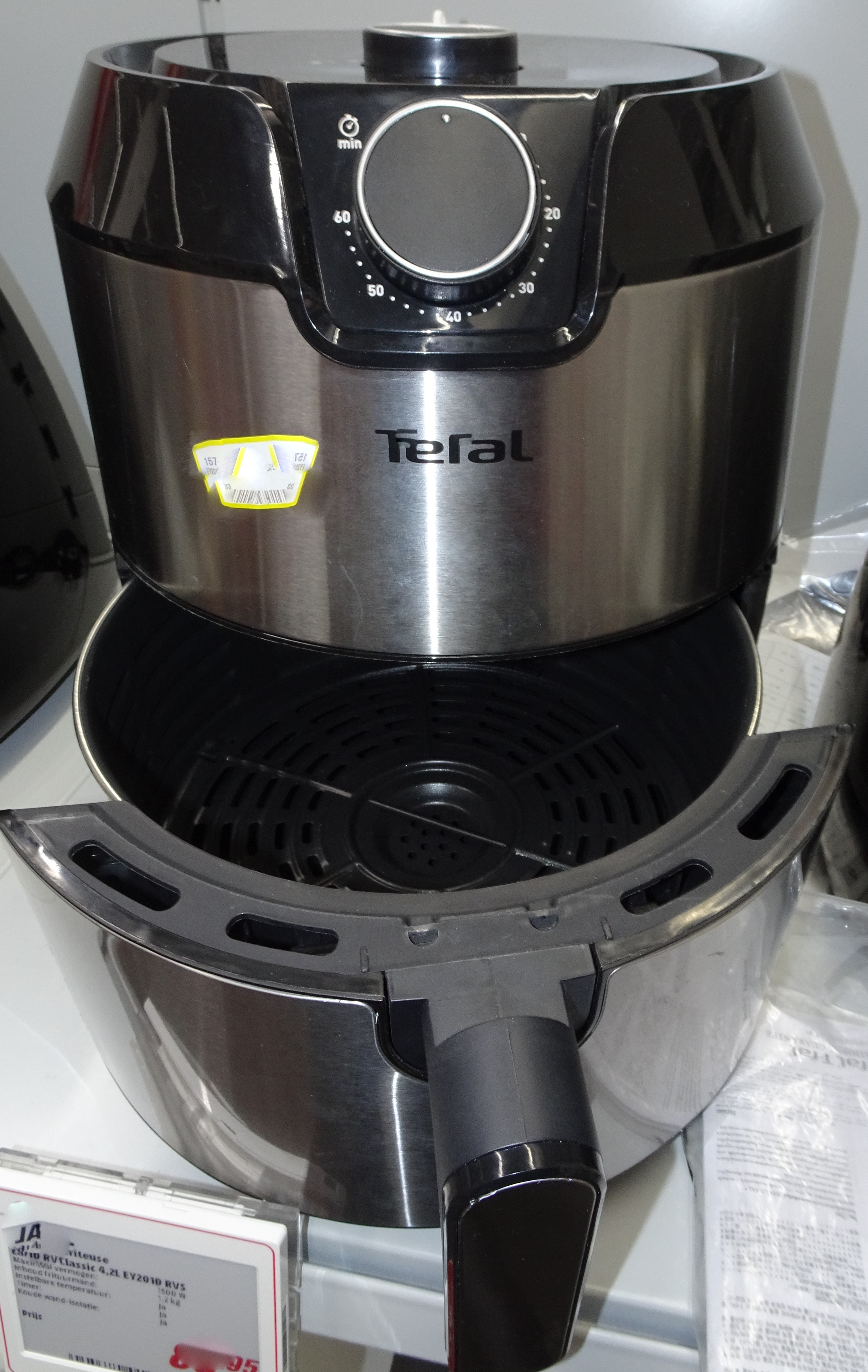
Una freidora de aire

Una freidora de aire o freidora sin aceite (Air Fryer en inglés) es un pequeño horno de convección doméstico diseñado para simular la fritura profunda sin sumergir la comida en aceite. Un Ventilador hace circular aire caliente a alta velocidad, produciendo una capa crujiente a través de reacciones de pardeamiento como la reacción de Maillard. Algunas revisiones han encontrado que los hornos de convección regulares o los hornos tostadores de convección producen mejores resultados.

## Cocción

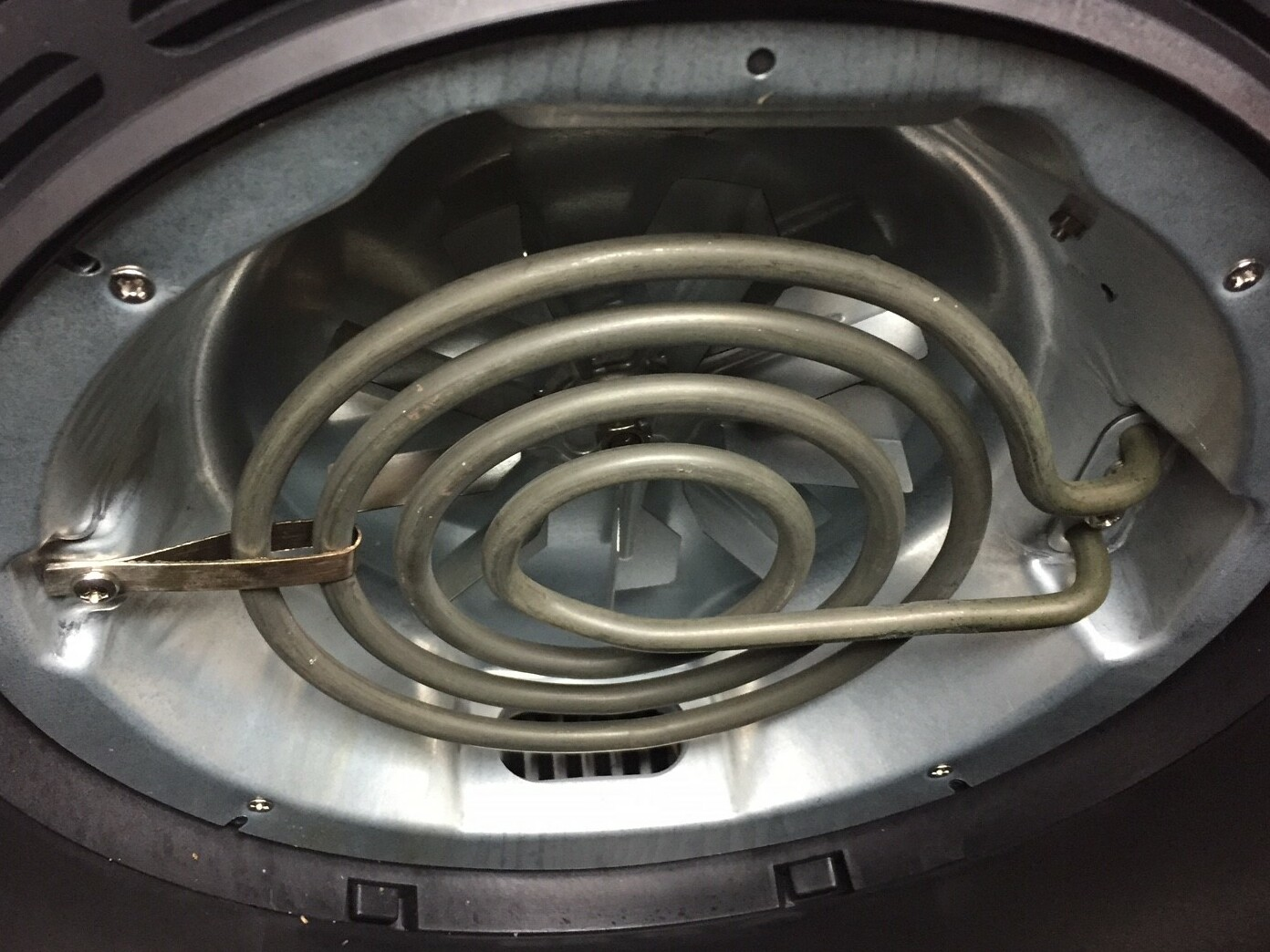
Interior de una freidora mostrando el elemento calefactor que se calienta y justo encima el ventilador.

Las freidoras de aire utilizan una circulación de aire caliente para cocinar alimentos que de otro modo estarían sumergidos en aceite. La cámara de cocción de la freidora irradia calor desde un elemento calefactor cerca de la comida y un ventilador hace circular el aire caliente. Las temperaturas pueden subir hasta 250 grados Celsius (482 °F) según el modelo. El aceite de cocina no se usa en grandes cantidades en una freidora de aire. Los tiempos de cocción en esta freidora se pueden reducir en un 20% o más, en comparación con los hornos sin convección.
Los métodos tradicionales de fritura inducen el efecto Maillard a temperaturas de entre 140 hasta 165 ° C (284 hasta 329 ° F) sumergiendo completamente los alimentos en aceite caliente, muy por encima del punto de ebullición del agua. La freidora funciona recubriendo los alimentos deseados con una fina capa de aceite mientras hace circular aire calentado hasta 200 ° C (392 ° F) para aplicar calor e iniciar la reacción. Como resultado, el aparato puede dorar alimentos como papas fritas, pollo, pescado, bistec, hamburguesas con queso o pasteles utilizando entre un 70% y un 80% menos de aceite que una freidora tradicional.
La mayoría de las freidoras tienen ajustes de temperatura y temporizador que permiten una cocción más precisa. Por lo general, la comida se cocina en una canasta que se coloca en una bandeja de goteo. La cesta se debe agitar periódicamente, ya sea manualmente o mediante un agitador de alimentos integrado. Los hornos de convección y las freidoras de aire son similares en la forma en que cocinan los alimentos, pero las freidoras de aire generalmente son más pequeñas y emiten menos calor.
El sabor y la consistencia de los alimentos cocinados con métodos fritos tradicionales en comparación con las técnicas fritas al aire no son idénticos, porque la mayor cantidad de aceite que se usa en el frito tradicional penetra en los alimentos (o en la masa de recubrimiento, si se usa) y agrega sabor propio. No obstante utilizar menos aceite disminuye la cantidad de grasa y calorías de los alimentos, por lo que es más saludable.
Algunas freidoras están equipadas con accesorios adicionales para tipos específicos de cocción, como bandejas para pizza, parrillas para brochetas, bandejas para asar y barriles para pasteles.
Como los hornos de convección estándar, las freidoras de aire también pueden asar, cocinar al vapor y secar alimentos.

## Historia
Los hornos de convección se han utilizado ampliamente desde 1945.
En 2010, Philips presentó la marca Airfryer de horno de convección en una feria de electrónica de consumo en Berlín. Utilizó la tecnología patentada Rapid Air. El término "airfryer" se utiliza ahora de forma genérica.
Las primeras freidoras tenían forma de barril. Más recientemente, muchos han llegado a parecerse a hornos tostadores y ollas a presión, y comparten sus funciones.
Según Consumer Reports en 2019, las cinco principales marcas de freidoras de aire en los Estados Unidos fueron:  Elite, Farberware, GoWISE, Ninja y NuWave.